# Corona (banda)
Corona es una banda italo-brasileña de Eurodance liderada por la cantante Olga de Souza y producida por Francesco Bontempi (también conocido como Lee Marrow), Francesco Alberti, Graziano Fanelli, Theo Spagna, Antonia Bottari, Annerley Gordon, Fred Di Bonaventura, Francesco Conte y Paolo Dughero (autores de los temas).  
La intérprete principal y líder es la cantante brasileña Olga Maria de Souza, quien comenzó en el grupo como modelo Lip sync y bailarina por razones de imagen, además debido a su fuerte acento brasileño Bontempi (quien ya tenía una larga trayectoria de productor y cantautor como Lee Marrow) decidió contratar a varias vocalistas en sus primeros discos. 
Las verdaderas vocalistas del primer álbum de estudio "The Rhythm of the Night", fueron la italiana Giovanna Bersola alias Jenny B. y la británica Sandy Chambers, quien también participó para el segundo álbum "Walking On Music". Para el tercer álbum "And Me U", las vocalistas fueron las hermanas estadounidenses Bernadette «Brandy» Jones y Natisse «Bambi» Jones (que falleció de cancer en 2010) y a partir del cuarto álbum "Y Generation", Olga de Souza, como vocalista principal y compositora. Su carisma unido a su manera de bailar y cantar en escena le ayudó a ser conocida como "La Reina del Eurodance". Sus mayores éxitos se encuadran en la década de los 90. 
Con el primer sencillo "The Rhythm of the Night", interpretado por la cantante Jenny B., alcanzó el puesto # 11 en la Billboard Hot 100 y la primera posición en Italia.
Con el segundo tema "Baby Baby", interpretado por la cantante Sandy Chambers, también alcanzó el número uno en Italia.

## Biografía
Olga de Souza (nacida Olga Maria de Souza, el 16 de julio de 1968 en Río de Janeiro, Brasil), creció dentro de una familia musical, su padre es músico y su madre cocinera. La música ha sido su pasión desde que era muy joven, ya que lo heredó de su padre. Era contadora bancaria en Caixa Econômica Federal, antes de decidirse a viajar por todo el mundo, desde los Estados Unidos a Europa. En 1990, animada por su amigo el futbolista Pelé, Olga se trasladó a España y después a Portugal, para al final establecerse en Italia, donde un productor la descubrió.

## The Rhythm of the Night: 1993-1997
Viviendo en Europa, Olga enseñó danza, canto, lambada y fue la protagonista de un musical en Roma, hasta ser descubierta por un productor italiano, Francesco Bontempi, que en los 70 comenzó una breve carrera como baterista en varios grupos locales, trabajó como Disc-jockey y en los 80 como productor y cantautor con el alias Lee Marrow. Después de la primera reunión con el productor italiano, se inició el proyecto denominado Corona. El primer sencillo fue "The Rhythm of the Night", publicado el 1 de noviembre de 1993 en Italia por la discográfica DWA Records. El estreno mundial tuvo lugar el año siguiente. La canción contiene extractos de 2 canciones ; "Save Me" de Say When! (1987) y de "Playing With Knives" de Bizarre Inc (1991). El sencillo encabezó la lista musical italiana durante 16 semanas consecutivas. Sin embargo, la canción no fue lanzada en otro lugar hasta el año siguiente, cuando alcanzó el número uno en países como España, Portugal, Grecia y Rumanía. En el Reino Unido, la canción alcanzó el segundo lugar en la principal lista de éxitos durante un mes. En el verano de 1994, la canción dominó los Estados Unidos, alcanzando el puesto #11 de la Billboard Hot 100.
En 1995, el álbum fue lanzado, con dos otros éxitos que alcanzaron el número uno en el Eurochart, "Baby Baby" y "Try Me Out" y un cuarto sencillo con menos éxito "I Don't Wanna Be A Star" que se basó en gran medida en la canción "Can't Fake The Feeling" interpretada originalmente por la cantante Geraldine Hunt en 1980. Olga fue la única artista brasileña en recibir el disco de platino por la RIAA, por más de un millón de copias del álbum vendidas en Estados Unidos. Entre 1994 y 1999 la banda Corona hacía cerca de 4 conciertos semanales. Olga llegó a bromear diciendo que «no tenía ni tiempo para ir al dentista».

## Nuevos álbumes y ritmos: 1998-2007
El segundo álbum de Corona, "Walking On Music", fue lanzado en junio de 1998 a nivel mundial. Por estas fechas, Olga fue considerada "la Reina del Eurodance". Este álbum debutó en el número uno en la lista de álbumes de Italia y llegó a la Billboard 200, con cerca de 4 millones de copias hasta 2001. El sencillo más exitoso, "The Power Of Love", alcanzó el número 7 Eurochart.
En 2001 lanzó el álbum de R&B "And Me U", que ganó una promoción especial para Brasil por Abril Music. Debido al fracaso de la discográfica brasileña, hubo una renuncia a la promoción por Universal Records, que canceló el proyecto, y el álbum fue lanzado solo en Brasil e Italia. Olga promovió el único sencillo "Volcano", en programas como Xuxa, Altas Horas, Jô Soares y Hebe.
En 2004, Olga promocionó las canciones que compuso, "A Cor dos Teus Olhos" y "Garota Brasileira" en varios programas de televisión de Japón en homenaje a Brasil. En el mismo año fue lanzado el sencillo "Back In Time", regresando al Eurodance y a las listas de éxitos de Europa, alcanzando el puesto #33 de Eurochart. 
En 2005 editó "I'll Be Your Lady", con la participación de la cantante Julia St. Louis en coros e hizo una gira por Europa, que entró en la lista de las 50 más rentables Billboard. En 2006, el sencillo "Baby I Don't Care" alcanzó el Top 10 italiano. 
"La Playa del Sol", fue lanzado en 2007, en honor a España, alcanzando el puesto #35 en Eurochart.

## «Y Generation»: 2010-2012
En 2010, Corona regresó con el álbum "Y Generation", que debutó en el #9 en la lista de álbumes de Italia y encabezó los álbumes dance del iTunes en Portugal. El sencillo "Angel", alcanzó la posición #15 en Italia y su vídeo musical fue lanzado exclusivamente para (MTV Italia). "Saturday", fue lanzado como el segundo sencillo y "My Song", compuesta por ella, como tercero. Su último sencillo fue lanzado en febrero de 2012 y alcanzó el puesto #44 en el Top italiano. En noviembre de 2012 relanzó "Y Generation", con el nombre de "My Y Generation: Remixed".Corona fue el principal atractivo de MSC Armonía durante la temporada de verano de 2012, en Europa y Brasil.

## Regreso a Brasil: 2013
A finales de enero de 2013, Olga compró una casa en São Paulo, donde se fue a vivir con su marido, después de 20 años viviendo en Europa. «Olvidaba los olores, los colores, la alegría. Quería renovar mi mirada y mi música y pensé, por qué no hacerlo en Brasil», dijo. En el Carnaval de Río, fue honrada por la cervecería Devassa en la Sapucaí. A finales de 2013, Olga empezó a grabar un nuevo álbum en São Paulo para, posteriormente, realizar una gira por Brasil. Se presentó en Chile, específicamente en Espacio Broadway para celebrar el año nuevo 2014.

## San Marino: 2024
En febrero de 2024 Olga se presenta como Corona junto a Ice MC, Wlady + DJ Jad en la tercera edición de Una Voce per San Marino (concurso donde se elige representante para ir al Festival de la Canción de Eurovisión) con el sencillo "Questa Volta" que finalmente quedó en el puesto 14 de la clasificación, mientras la banda de Rock española Megara, ganó el primer puesto.

## Vida personal
Olga se casó con un brasileño en Italia en 1990, pero pronto se divorció. En 1998, la revista Isto É Gente citó que Olga era la brasileña que más impuestos pagó en Italia, en referencia a su fortuna. En 2013, Olga dijo que «ya tienen su calcetín» con una casa en el barrio de Morumbi en São Paulo, un sitio dentro del mismo estado, una casa en Roma, una casa en Río de Janeiro, una casa en Portugal, una casa en España y una «buena vida financiera». «Mi marido me enseñó a ahorrar. Pero me gusta comprar cosas raras y de marca, a veces me compro zapatos y bolsos y los oculto en el garaje. Pongo talco para disimular», dijo. En 2010, el periódico italiano Corriere della Sera citó que la fortuna de Olga era de 10 millones de euros. Olga dispone de su propia discográfica en Italia, 1st Pop, una filial de Universal Records. En 2002, Olga se casó en Miami con el empresario italiano Gianluca Milano, con quien vive en la actualidad.

## Discografía

### Álbumes
- 1994: The Rhythm of the Night
- 1998: Walking on Music
- 2000: And Me U
- 2010: Y Generation
- 2012: Y Generation: Remixed
- 2014: Queen of Town

### Sencillos
- 1994: «The Rhythm of the Night»
- 1995: «Baby Baby»
- 1995: «Try Me Out»
- 1995: «I Don't Wanna Be A Star»
- 1996: «Get Up and Boogie»
- 1997: «The Power Of Love»
- 1998: «Walking On Music»
- 1998: «Magic Touch»
- 2000: «Good Love»
- 2006: «Back In Time»
- 2010: «Angel»
- 2011: «Saturday»
- 2011: «My Song (la lai)»
- 2012: «Hurry Up» con Javi Mula.
- 2013: «Queen of Town»
- 2014: «Stay With Me»
- 2015: «Super Model»
- 2015: «We used To Love»